# Sedlatice
Obec Sedlatice (německy Sedlatitz) se nachází v okrese Jihlava v kraji Vysočina. Žije zde 57 obyvatel.
Sousedními obcemi sídla jsou Opatov, Hladov, Markvartice, Stará Říše a Předín.

## Název
Název se vyvíjel od varianty Schedelethiz (1257), Sedlatitz (1718, 1720, 1751) Sedlatitz a Sedlatice (1872) až k podobě Sedlatice v letech 1881 a 1924. Místní jméno vzniklo přidáním přípony -ice k staročeskému osobnímu jménu Sedlata. Pojmenování je rodu ženského, čísla pomnožného a genitiv zní Sedlatic.

## Historie
První písemná zmínka o obci pochází z roku 1257.

## Přírodní poměry
Sedlatice leží v okrese Jihlava v Kraji Vysočina. Nachází se 2,5 km jižně od Hladova, 5 km jihozápadně od Opatova, 4 km západně od Předína, 7 km severozápadně od Želetavy, 1,5 km severně od Markvartic, 2 km severovýchodně od Staré Říše a 3,5 km od Olšan a 3,5 km jihovýchodně od Nepomuk. Geomorfologicky je oblast součástí Křižanovské vrchoviny a jejího podcelku Brtnická vrchovina, v jejíž rámci spadá pod geomorfologický okrsek Markvartická pahorkatina. Průměrná nadmořská výška činí 630 metrů. Nejvyšší bod o nadmořské výšce 663 metrů se nachází východně od obce. Západně od Sedlatic protéká Sedlatický potok, do něhož se vlévá bezejmenný tok, který prochází Sedlaticemi a na němž leží rybník. Severně od obce se na Sedlatickém potoce rozkládá Sedlatický rybník. Severovýchodní hranici katastru tvoří Horský potok.

## Obyvatelstvo
Podle sčítání 1930 zde žilo v 26 domech 156 obyvatel. 156 obyvatel se hlásilo k československé národnosti. Žilo zde 156 římských katolíků.
| Rok            | 1869 | 1880 | 1890 | 1900 | 1910 | 1921 | 1930 | 1950 | 1961 | 1970 | 1980 | 1991 | 2001 | 2011 |
| Počet obyvatel | 154  | 147  | 153  | 164  | 155  | 168  | 156  | 99   | 120  | 110  | 102  | 84   | 72   | 59   |

## Obecní správa a politika
Obec má sedmičlenné zastupitelstvo, v jehož čele stojí starosta Luboš Šťastný. Ve volbách roku 2010 kandidovali jednotliví kandidáti na samostatných jednočlenných kandidátkách, nejvíce hlasů získal Luboš Šťastný st. Volební účast činila 76 %.
Sedlatice jsou členem Mikroregionu Telčsko a místní akční skupiny Mikroregionu Telčsko.

## Hospodářství a doprava
V obci sídlí firma DZP HOLÝ, s.r.o. Obcí prochází silnice III. třídy č. 4071, která se západně od obce napojuje na komunikaci II. třídy č. 407. Dopravní obslužnost zajišťují dopravci ICOM transport a TRADO-BUS. Autobusy jezdí ve směrech Jihlava, Nová Říše, Stará Říše, Zadní Vydří, Želetava, Budeč, Znojmo, Hrotovice a Moravské Budějovice. Obcí prochází cyklistická trasa č. 5092 ze Staré Říše do Nepomuk.

## Školství, kultura a sport
Děti dojíždějí do základních škol ve Staré Říši a Stonařově. Působí zde Sbor dobrovolných hasičů Sedlatice.

## Pamětihodnosti
- Kaple Panny Marie

## Galerie

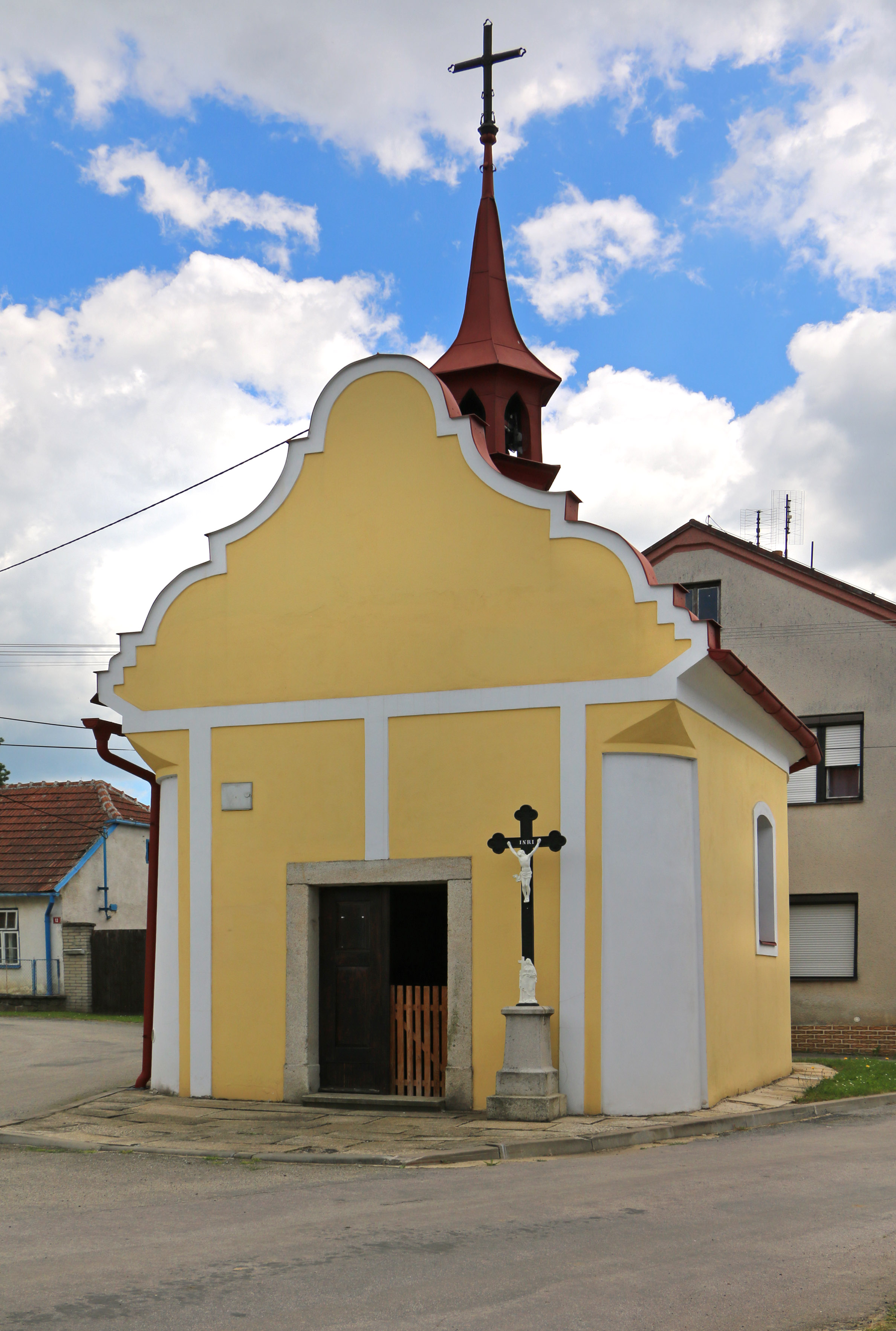
Kaple Panny Marie
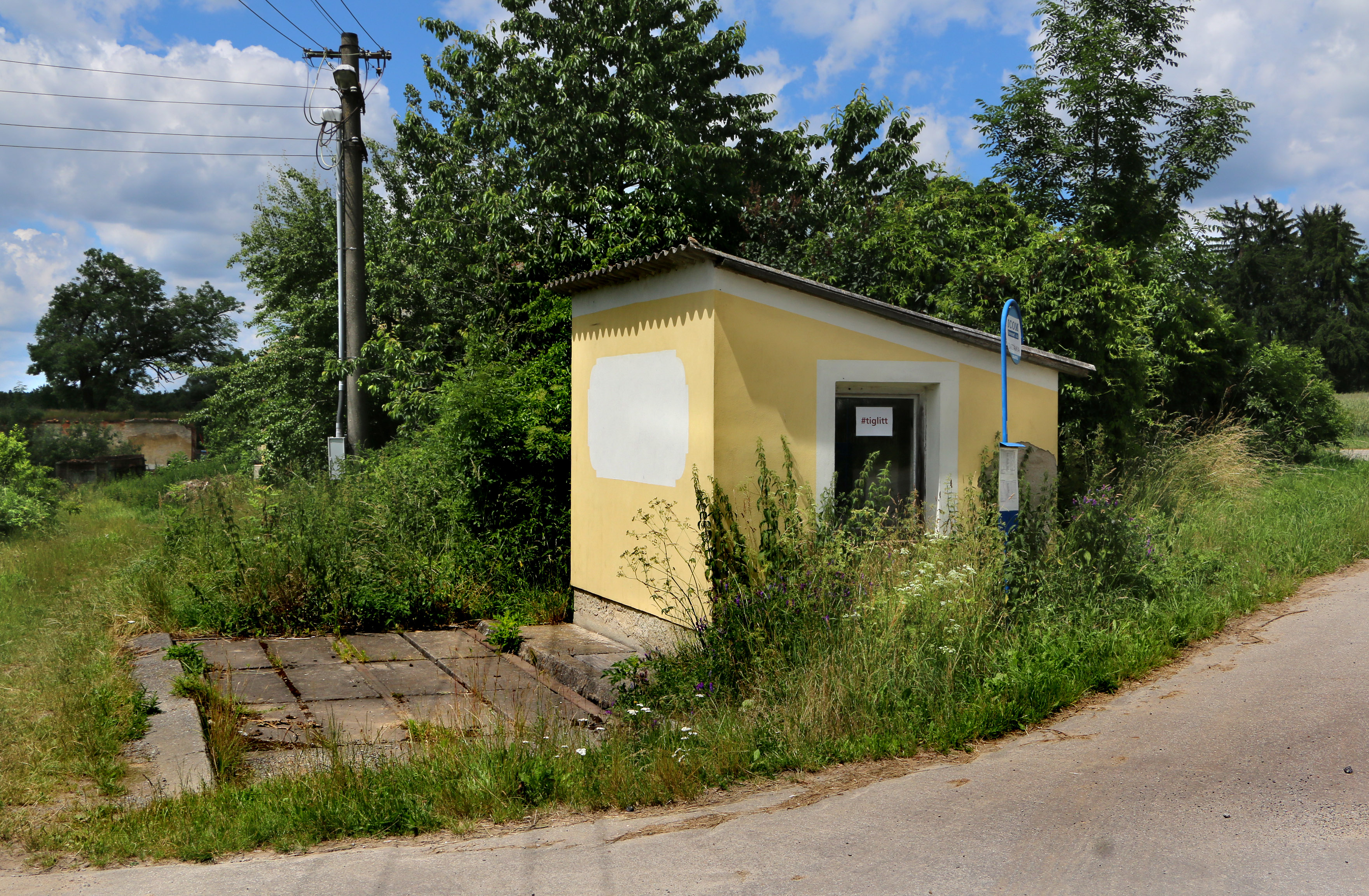
Zastávka u váhy
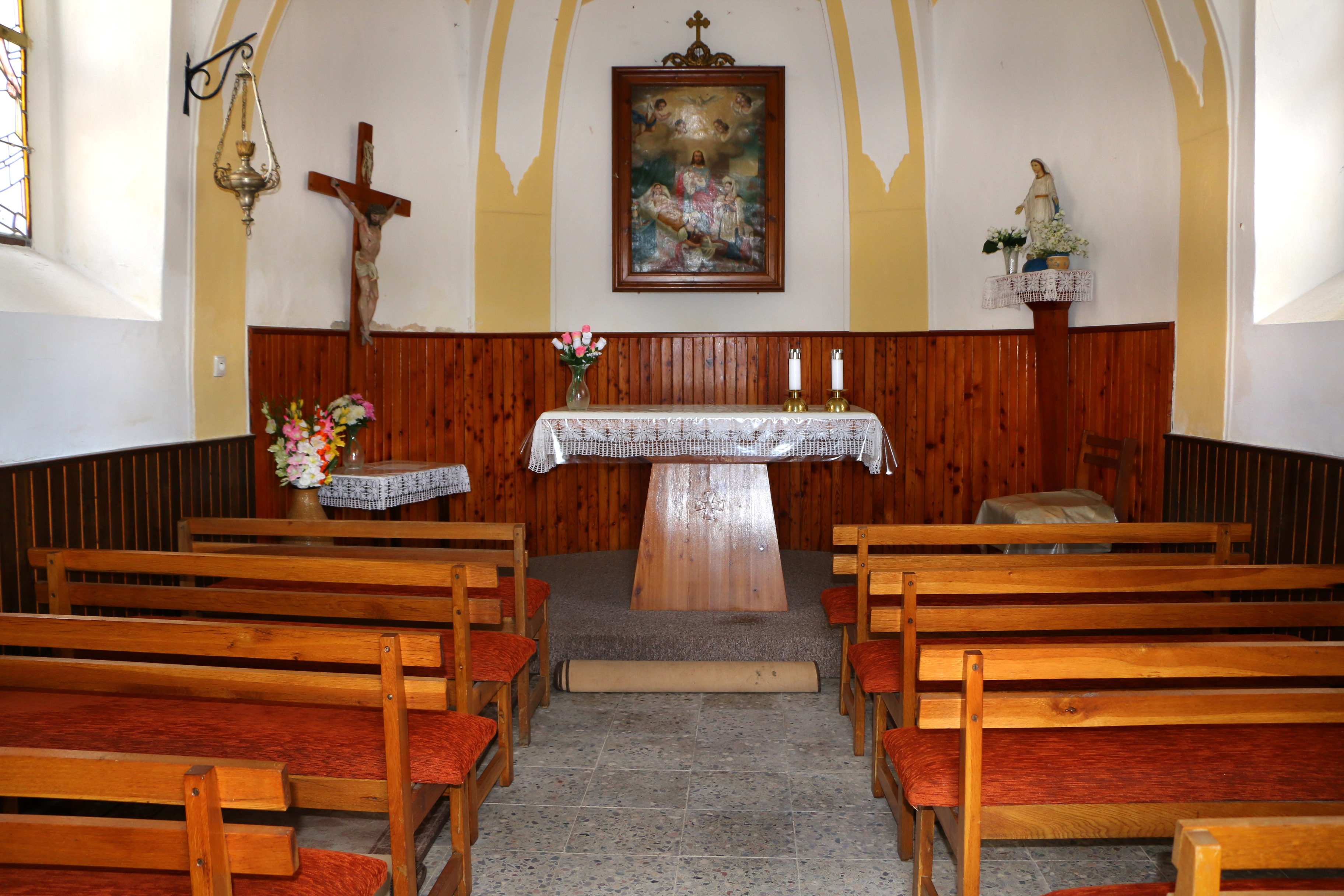
Interiér kaple